# Duodecim
Duodecim (to og ti) er i musik navnet på et toneinterval som strækker sig en ren oktav plus en ren kvint op fra grundtonen, tilsammen 19 halvtoner.
Intervallet udgør et spring på tolv toner i en normal durskala, og er baggrund for navnet. Med udgangspunkt i C-dur får man en duodecim i intervallet C — G', i D-dur i intervallet D — A', osv.
Som toneomfang ses duodecimen til eksempel i melodierne for Kong Christian stod ved højen Mast og Den lille Ole med Paraplyen.
Det umiddelbare mindre diatoniske toneinterval kaldes en undecim.
En klarinet har et fingerhul, der får klarinetten til at ændre tone med en duodecim.